# Краловедворски ръкопис
Краледворският ръкопис (на чешки: Rukopis královédvorský) е ръкопис, съдържащ 14 песни на старочешки език.
Открит в църквата на чешкия град Двур Кралове над Лабем през 1817 година, първоначално е приет за автентичен паметник на средновековната чешка литература.
Днес се смята, че ръкописът, заедно с подобния Зеленохорски ръкопис, са фалшификати, вероятно изработени от филолога Вацлав Ханка и неговия приятел Йозеф Линда.